# حسام عایش
حسام عایش (عربی: حُسَام عَايِش؛ زادهٔ ۱۴ آوریل ۱۹۹۵) بازیکن فوتبال اهل سوئد-سوریه است.
از باشگاه‌هایی که در آن بازی کرده است می‌توان به باشگاه فوتبال اوسترشوندس اشاره کرد.
وی همچنین در تیم‌های ملی فوتبال سوئد و سوریه بازی کرده است.